# Suvasvesi
Suvasvesi – jezioro we wschodniej Finlandii koło miasta Kuopio, 18. pod względem powierzchni w kraju. Tworzą je dwa zbiorniki, które powstały w obrębie dwóch blisko położonych kraterów uderzeniowych o podobnych rozmiarach. Wbrew pozorom, powstały one w różnych okresach geologicznych i ich powstanie nie było powiązane przyczynowo.

## Geografia
Suvasvesi składa się z dwóch w przybliżeniu kolistych jezior, Kuukkarinselkä na północy i Haapaselkä na południu. Zbiorniki te są oddzielone przez grupę wysp. Suvasvesi ma w sumie 688 wysp. Całkowity obszar jeziora to 234 km², osiąga ono głębokość 90 m w zbiorniku Kuukkarinselkä.

## Pochodzenie
Współcześnie potwierdzono meteorytowe pochodzenie zarówno północnego, jak i południowego zbiornika. Ze względu na wzajemną bliskość i podobne rozmiary, postulowano, że jezioro Suvasvesi jest śladem po upadku na Ziemię niewielkiej podwójnej planetoidy. W centrum północnego krateru znajduje się mała ujemna anomalia magnetyczna, wiercenia ujawniają także osiemdziesięciometrowej grubości warstwę stopionego materiału (w tym suevitu).
Badania paleomagnetyczne sugerowały, że północny krater ma wiek 230–250 milionów lat (trias) albo 770–790 milionów lat (ton). Badania radioizotopowe skał z południowego krateru (metodą argonowo-argonową) wskazywało silnie na tę drugą datę, jako że krater Suvasvesi S powstał w proterozoiku. Nieoczekiwanie ta sama metoda wykazała, że próbki skał z krateru północnego zostały przetopione około 85 milionów lat temu, są więc znacznie młodsze; kratery te nie powstały zatem wskutek upadku planetoidy podwójnej.